# Số Abbe
Trong quang học và thiết kế ống kính, số Abbe, còn được gọi là số V hoặc sự liên kết của một vật chất trong suốt, là thước đo của độ tán sắc của vật liệu (biến thể của chỉ số khúc xạ so với bước sóng), với giá trị cao của V cho thấy sự phân tán thấp. Nó được đặt theo tên của Ernst Abbe (1840-1905), là nhà vật lý người Đức đã đưa ra định nghĩa này. 

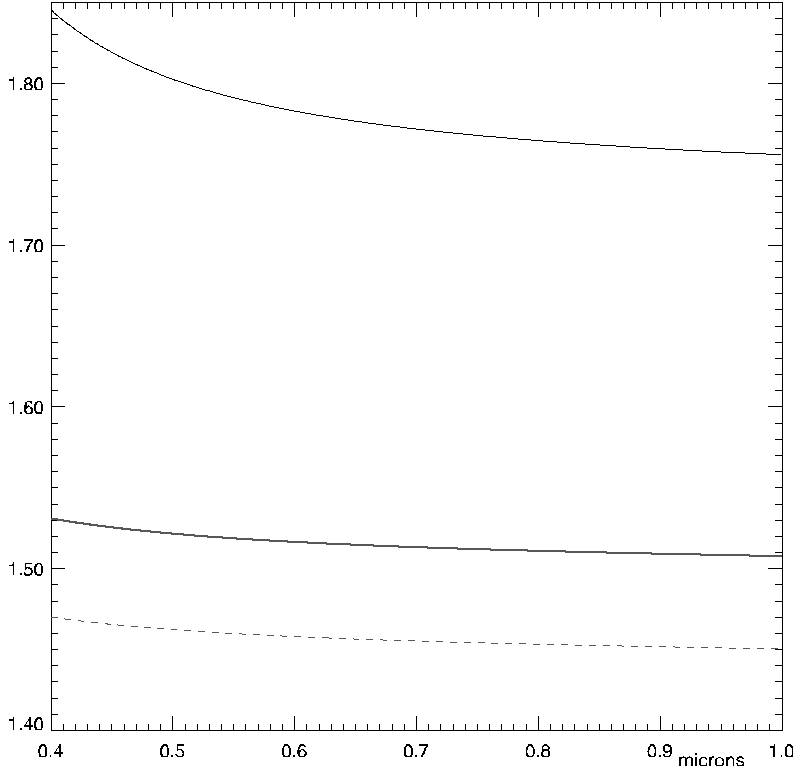
Biến thiên chỉ số khúc xạ của đáthủy tinh SF-11 (đồ thị trên), thủy tinh borosilicate BK-7 (đường cong giữa) và thạch anh nung chảy (đường cong nét đứt).

Số Abbe, VD, của vật liệu được xác định:
{\displaystyle V_{D}={\frac {n_{D}-1}{n_{F}-n_{C}}},}
trong đó nD, nF và nC là chiết suất của vật liệu ở các bước sóng của  vạch quang phổ D-, F- và C- Fraunhofer (lần lượt 589,3 nm, 486,1 nm và 656.3 nm).
Số Abbe được sử dụng để phân loại thủy tinh và các vật liệu quang học khác về độ màu của chúng. Ví dụ, kính flint phân tán cao hơn có V < 55 trong khi kính vương miện phân tán thấp hơn có chỉ số Abbe lớn hơn. Giá trị của V dao động từ dưới 25 đối với kính đá lửa rất dày, khoảng 34 đối với nhựa polycacbonat, đến 65 đối với kính vương miện thông thường và 75 đến 85 đối với một số kính cường lực fluorit và phosphat. 

Hầu hết các đường cong độ nhạy bước sóng của mắt người, được hiển thị ở đây, bị mờ bởi các bước sóng tham chiếu số Abbe là 486.1 nm (màu xanh) và 656.3 bước sóng (màu đỏ)

Các số Abbe được sử dụng trong thiết kế thấu kính tiêu sắc, vì đối ứng của chúng tỷ lệ thuận với độ tán sắc (độ dốc của chỉ số khúc xạ so với bước sóng) trong vùng bước sóng nơi mắt người nhạy cảm nhất (xem biểu đồ). Đối với các vùng bước sóng khác nhau, hoặc cho độ chính xác cao hơn trong việc mô tả màu sắc của hệ thống (chẳng hạn như trong thiết kế của apochromats), quan hệ tán sắc đầy đủ (chỉ số khúc xạ là một hàm của bước sóng) được sử dụng.

## Sơ đồ Abbe

Một sơ đồ Abbe, còn được gọi là 'tấm màn thủy tinh', vẽ số Abbe chống lại chỉ số khúc xạ cho một loạt các loại kính khác nhau (các chấm đỏ). Kính được phân loại bằng mã số Schott Glass để phản ánh thành phần và vị trí của chúng trên sơ đồ.

Ảnh hưởng của việc bổ sung thành phần thủy tinh được chọn vào số Abbe của kính cơ sở cụ thể.

Một sơ đồ Abbe, còn được gọi là 'tấm màn thủy tinh', được tạo ra bằng cách vẽ số Abbe Vd của vật liệu so với chỉ số khúc xạ của nó nd. Kính sau đó có thể được phân loại và lựa chọn theo vị trí của chúng trên sơ đồ. Đây có thể là mã số chữ cái, như được sử dụng trong danh mục Schott Glass hoặc mã thủy tinh 6 chữ số.
Các số Abbe của kính, cùng với các chỉ số khúc xạ trung bình của chúng, được sử dụng trong tính toán các công suất khúc xạ cần thiết của các thành phần của thấu kính sắc độ để hủy quang sai màu theo thứ tự đầu tiên.
Do khó khăn và bất tiện trong việc sản xuất các dòng natri và hydro, các định nghĩa thay thế của số Abbe thường được thay thế (ISO 7944). Thay vì định nghĩa tiêu chuẩn ở trên, sử dụng biến thiên chỉ số khúc xạ giữa các dòng hydro F và C, một biện pháp thay thế bằng cách sử dụng chỉ số "e"
{\displaystyle V_{e}={\frac {n_{e}-1}{n_{F'}-n_{C'}}}}
lấy sự khác biệt giữa các chỉ số khúc xạ của các dòng cadmium xanh và đỏ ở 480.0 nm và 643.8 nm (với ne đề cập đến bước sóng của vạch e thủy ngân, 546.073 nm). Các định nghĩa khác có thể được sử dụng tương tự; bảng sau liệt kê các bước sóng tiêu chuẩn mà tại đó n thường được xác định, bao gồm các chỉ số tiêu chuẩn được sử dụng.
| nm tính bằng bước sóng | Biểu tượng của Fraunhofer | Nguồn sáng | Màu              |
| ---------------------- | ------------------------- | ---------- | ---------------- |
| 365,01                 | i                         | Hg         | UV-A             |
| 404.66                 | h                         | Hg         | màu tím          |
| 435,84                 | g                         | Hg         | màu xanh da trời |
| 479,99                 | F '                       | CD         | màu xanh da trời |
| 486,13                 | F                         | H          | màu xanh da trời |
| 546,07                 | e                         | Hg         | màu xanh lá      |
| 587,56                 | d                         | He         | màu vàng         |
| 589.3                  | D                         | Na         | màu vàng         |
| 643,85                 | C '                       | CD         | màu đỏ           |
| 656,27                 | C                         | H          | màu đỏ           |
| 706,52                 | r                         | He         | màu đỏ           |
| 768.2                  | Một '                     | K          | IR-A             |
| 852.11                 | S                         | Cs         | IR-A             |
| 1013,98                | t                         | Hg         | IR-A             |